# Liste von TCP/IP-basierten Netzwerkdiensten
Dies ist eine Liste der wichtigsten auf TCP/IP aufbauenden Protokolle und Dienste für das Internet und lokale Rechnernetze (LANs). Geordnet sind die einzelnen Dienste nach deren Zweck bzw. Aufgabenbereich.
Aufgeführt ist ein einzelner Dienst mit folgenden Daten:
- Nummer des TCP- (oder UDP)-Ports, auf dem der Dienst in der Standardeinstellung arbeitet
- Abkürzung des Dienstes
- Voller Name des Dienstes
- Erläuterung

## Administrative Protokolle
| 43             | Whois | Who Is                              | Liefert administrative und technische Informationen über eine Domain und deren Inhaber.                         |
| 53 (UDP/TCP)   | DNS   | Domain Name System                  | Löst Hostnamen im Internet in IP-Adressen auf.                                                                  |
| 67+68 (UDP)    | BOOTP | Bootstrap Protocol                  | Ermöglicht das Booten von Rechnern ohne Massenspeicher über das Netzwerk.                                       |
| 546+547 (UDP)  | DHCP  | Dynamic Host Configuration Protocol | Versorgt einen Rechner mit einer dynamisch zugewiesenen IP-Adresse sowie mit weiteren netzwerkrelevanten Daten. |
| 1701 (UDP/TCP) | L2TP  | Layer 2 Tunneling Protocol          | Ermöglicht das Herstellen einer VPN-Verbindung.                                                                 |

## Dateitransfer
| 20+21    | FTP  | File Transfer Protocol              | Dient dem Austausch (in beiden Richtungen) von Dateien mit einem FTP-Server.                        |
| 22       | SFTP | SSH File Transfer Protocol          | Dient dem verschlüsselten Austausch (in beiden Richtungen) von Dateien mit einem SSH- & FTP-Server. |
| 69 (UDP) | TFTP | Trivial File Transfer Protocol      | Abgespeckte Variante von FTP (siehe oben).                                                          |
| 989+990  | FTPS | File Transfer Protocol over TLS/SSL | Variante von FTP (siehe oben), die Daten über einen verschlüsselten Kanal sendet und empfängt.      |

## Datenbankzugriff
| 1352      | Lotus Notes | Lotus Notes / Domino | Dient dem Zugriff mit Lotus-Notes-Clients auf Lotus Domino Server                      |
| 1433+1434 | MS-SQL      | Microsoft SQL Server | Dient dem Zugriff auf Microsoft SQL Server über Abfrage- und Managementsoftware.       |
| 1521      | OracleNet   | Oracle Net           | Dient dem Zugriff auf Oracle-Datenbankserver über Abfrage- und Managementsoftware.     |
| 3306      | MySQL       | MySQL Server         | Dient dem Zugriff auf MySQL-Datenbankserver über Abfrage- und Managementsoftware.      |
| 3050      | gds_db      | Firebird SQL Server  | Dient dem Zugriff auf Firebird-Datenbankserver über Abfrage- und Managementsoftware.   |
| 3050      | gds_db      | Interbase SQL Server | Dient dem Zugriff auf Interbase-Datenbankserver über Abfrage- und Managementsoftware.  |
| 5432      | PostgreSQL  | PostgreSQL Server    | Dient dem Zugriff auf PostgreSQL-Datenbankserver über Abfrage- und Managementsoftware. |

## E-Mail
| 25  | SMTP  | Simple Mail Transfer Protocol                 | Versand von E-Mails über Mailserver.                                                                                        |
| 110 | POP3  | Post Office Protocol ver. 3                   | Abholung von E-Mails von einem Mailserver.                                                                                  |
| 143 | IMAP  | Internet Message Access Protocol              | Zugriff auf E-Mails, die auf einem Mailserver gespeichert sind.                                                             |
| 465 | SMTPS | Simple Mail Transfer Protocol over TLS/SSL    | Variante von SMTP (siehe oben), die einen verschlüsselten Kanal (SSL) zum Mailserver benutzt. (veraltet)                    |
| 587 | SMTP  | Simple Mail Transfer Protocol                 | SMTP (siehe oben) für E-Mail-Programme von Kunden. Ermöglicht verschlüsselte Übertragung und Identifikation des Versenders. |
| 993 | IMAPS | Internet Message Access Protocol over TLS/SSL | Variante von IMAP (siehe oben), die einen verschlüsselten Kanal (SSL) zum Mailserver benutzt.                               |
| 995 | POP3S | Post Office Protocol ver. 3 over TLS/SSL      | Variante von POP3 (siehe oben), die Mails über einen verschlüsselten Kanal (SSL) vom Mailserver herunterlädt.               |

## Remote Computing
| 22   | SSH    | Secure Shell             | Erlaubt den direkten Zugriff auf die Betriebssystem-Shell eines anderen Rechners über einen verschlüsselten Kanal. |
| 23   | Telnet | Telnet                   | Erlaubt den direkten Zugriff auf die Betriebssystem-Shell eines anderen Rechners. Die übermittelten Daten werden nicht verschlüsselt und der Benutzer wird über Benutzernamen und Passwort (im Klartext) authentifiziert. |
| 24   | RLogin | Remote Login             | Arbeitet ähnlich wie Telnet (siehe oben), die Authentifizierung kann alternativ aber auch über die IP-Adresse und den Quellport des zugreifenden Rechners durchgeführt werden.                                            |
| 3389 | RDP    | Microsoft Remote Desktop | Darstellen und Steuern des Bildschirminhalts (Desktop) entfernter Computer. |
| 5900 | VNC    | Remote Desktop           | Darstellen und Steuern des Bildschirminhalts (Desktop) entfernter Computer. |
| 6000 | X      | X Window Server          | Kommunikation zwischen Anwendung und grafischem Darstellungsserver unter den meisten Unices, ermöglicht es einfach Anwendungen auf einem anderen Rechner anzuzeigen                                                       |

## Usenet
| 119 | NNTP  | Network News Transfer Protocol              | Dient dem Zugriff auf Newsgroups über einen News-Server.                                  |
| 563 | NNTPS | Network News Transfer Protocol over TLS/SSL | Variante von NNTP (siehe oben), über einen verschlüsselten Kanal auf Newsgroups zugreift. |

## WWW
| 80  | HTTP  | Hypertext Transfer Protocol              | Dient dem Herunterladen von Dateien (meist HTML-Dokumenten) von einem Webserver.           |
| 443 | HTTPS | Hypertext Transfer Protocol over TLS/SSL | Variante von HTTP (siehe oben), die Dateien über einen verschlüsselten Kanal herunterlädt. |

## Zeitdienste
| 123 (UDP)  | NTP    | Network Time Protocol                              | Lädt die aktuelle Uhrzeit von einem NTP-Server (der meist an eine Funkuhr oder Atomuhr angeschlossen ist) herunter. |
| 4460 (TCP) | NTS-KE | Network Time Security Key Establishment (RFC 8915) | Dient dem Aufbau einer kryptographischen Absicherung von unverschlüsselt mittels NTP (siehe oben) übertragener Zeitdaten – sorgt über das TLS-Handshake-Verfahren für die notwendigen Schlüssel auf Client und Server. |